# Felice Anerio

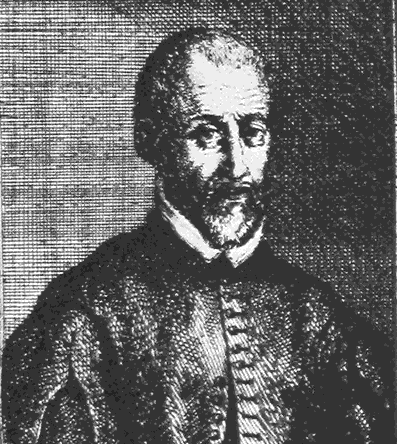
Felice Anerio

Felice Anerio (* 1560 in Narni; † September 1614 in Rom) war ein italienischer Komponist, der zahlreiche Werke der Kirchenmusik, aber auch säkulare Musik verfasste.

## Leben und Wirken
Felice Anerio war ein Schüler von Giovanni Maria Nanino in Rom. Nach verschiedenen Anstellungen als Chorleiter folgte er Giovanni Pierluigi da Palestrina auf den Posten des Komponisten der päpstlichen Kapelle. Obwohl sein Stil dem seines Vorgängers ähnelte – mehrere seiner Werke wurden lange Zeit fälschlicherweise Palestrina zugeschrieben – führte er doch schrittweise neue Ideen ein, wie etwa die Verwendung des Basso Continuo. Felice Anerio war zusammen mit Francesco Soriano maßgeblich an der Bearbeitung der Editio Medicaea beteiligt, in der der Gregorianische Choral infolge des Konzils von Trient neu herausgegeben wurde.
Sein Bruder Giovanni Francesco Anerio, geboren 1567 in Rom, war einige Zeit königlich polnischer Kapellmeister und wahrscheinlich zu Anfang des 17. Jahrhunderts in Rom als Kapellmeister tätig.

## Werke
- First Book of Hymns, Canticles and Motets for eight voices (Venedig, 1596)
- Three Books of Spiritual Madrigals for Five Voices
- Two Books of Spiritual Concerts for Four Voices
- Missa in D